# Schleuse Rodde
Die Schleuse Rodde ist eine Schleuse am Dortmund-Ems-Kanal (DEK). Sie liegt in Rodde, einem Stadtteil von Rheine im nördlichen Münsterland.

## Allgemeines
Die Schleuse Rodde (DEK-km 112,5) gehört zur so genannten Schleusentreppe Rheine. Auf diesem rund 29 Kilometer langen Kanalabschnitt zwischen der Schleuse Bevergern (DEK-km 109,3) und der Schleuse Gleesen (DEK-km 137,9) wird ein Höhenunterschied von knapp 29 Metern überwunden. Auf dem Wasserweg von Bevergern nach Gleesen müssen noch drei weitere Schleusen passiert werden: Altenrheine (DEK-km 117,9), Venhaus (DEK-km 126,6) und Hesselte (DEK-Km 134,5).
Die Schleuse Rodde wird vom Wasserstraßen- und Schifffahrtsamt Westdeutsche Kanäle betrieben. Sie hat eine mittlere Fallhöhe von 3,8 Meter und wird täglich, außer an Feiertagen, von 06:00–22:00 Uhr von der Leitzentrale Bergeshövede bedient und überwacht.

## Schleusenkammern
Kleine Schleuse
Die erste Schleuse wurde 1898 erbaut. Die Schleusenkammer war rund 67 Meter lang, 8,60 Meter breit und wurde 1999 verfüllt. Im Rahmen des Neubaus wurde 2024 die kleine Schleuse freigelegt und das alte Stemmtor am Unterhaupt entfernt. Die Schleuse wird teilweise abgebrochen, da die neue Süduferlinie diese tangiert.
Große Schleuse
Die heutige Schleuse wurde 1914 als Schleppzugschleuse mit einer 163 Meter langen Schleusenkammer in Betrieb genommen. Wegen ihrer 'geringen' Nutzbreite von 9,5 Meter kann sie nur bis zur Größe von Europaschiffen benutzt werden. Nach Fertigstellung der neuen Schleuse soll ein oberirdischer Rückbau mit Verfüllung der jetzigen Schleusenkammer erfolgen.
Neue Schleuse
Im Jahr 2020 wurde mit dem Bau einer neuen Schleusenkammer begonnen. Mit einer Nutzlänge von 140 m und einer Breite von 12,5 m wird sie die Passage von Großmotorgüterschiffen ermöglichen. Die neue Schleuse soll auf der Kanalinsel zwischen der vorhandenen und bereits verfüllten Schleusenkammer entstehen. Wegen der geringen Hubhöhe erfolgt der Neubau ohne Sparbecken. Als Obertor ist ein Drehsegmenttor mit Füllmuschel vorgesehen, am Unterhaupt wird ein Stemmtorpaar mit integrierten Entleerungsschützen eingebaut.

## Nächste Schleusen
| Dortmund-Ems-Kanal |                         |                |                         |                      |
| Kanal              | obere Haltung           | Schleuse Rodde | untere Haltung          | Kanal                |
| km 109,3           | 3,2 km ← Süden          | km 112,5       | 5,4 km → Norden         | km 117,9             |
| Schleuse Bevergern | Wasserstand: 42,20 m NN | Hubhöhe 3,80 m |                         |                      |
|                    |                         | Hubhöhe 3,80 m | Wasserstand: 38,40 m NN | Schleuse Altenrheine |

aktuelle Wasserstände siehe: